# Teateråret 1886

## Händelser

### Okänt datum
- Vasateatern i Stockholm invigs.
- Anne Charlotte Leffler skriver pjäsen Hvem var räddast?, som publiceras först 1908.[1]

## Årets uppsättningar

### Januari
- 16 januari – Emilie Lundbergs pjäs Väninnor har urpremiär på Nya teatern i Stockholm.[2]

### Februari
- 3 februari – Alfhild Agrells pjäser En lektion[3] och Ensam har båda urpremiär på Dramaten i Stockholm.[4]

### Mars
- 15 mars – Emilie Lundbergs pjäs Förlåt mig! har urpremiär på Dramaten i Stockholm.[5]

### April
- 17 april – Minna Canths pjäs Arbetarens hustru uppfördes på svenska för första gången på Nya teatern i Stockholm.[6]

### Oktober
- 11 oktober – Sophie Elkans pjäs Griller har urpremiär på Dramaten i Stockholm.[7]

## Födda
- 24 januari – Oda Larsen (död 1920), dansk skådespelare.
- 2 februari – Frank Lloyd (död 1960), brittisk regissör.
- 4 februari – Hugo Björne (död 1966), svensk skådespelare.
- 7 februari - Olle i Skratthult (död 1960), svensk bondkomiker.
- 23 april – Robert Scholz (död 1927), tysk skådespelare.
- 26 maj – Al Jolson (död 1950), amerikansk sångare, skådespelare och underhållare.
- 28 maj – Olle Strandberg (död 1971), svensk operasångare.
- 31 maj – Agnes Thorberg Wieth (död 1981), dansk skådespelare.
- 1 juli – Gabrielle Robinne (död 1980), fransk skådespelare.
- 11 juli – Hans May (död 1958),  tysk-fransk-engelsk kompositör och skådespelare.
- 26 juli – Lars Hanson (död 1965), svensk skådespelare.
- 31 augusti – Christian Schröder (död 1974), svensk operettsångare och skådespelare.
- 15 september – Doris Nelson (död 1934), svensk skådespelare.
- 28 oktober – Nils Wahlbom (död 1937), svensk skådespelare.

## Avlidna
- 14 juni – Aleksandr Ostrovskij, 63, rysk pjäsförfattare.
- 1 december – Isak Albert Berg, 83, svensk operasångare.